# Martes americana americana
Martes americana americana es una subespecie de  mamíferos carnívoros  de la familia Mustelidae,  subfamilia Mustelinae.

## Distribución geográfica
Se encuentran en Norteamérica: al este del Canadá, Maine, Nueva Hampshire, Vermont,  Nueva York, Míchigan, Wisconsin y Minnesota.